# Wolfgang Paul (fysiker)
 For alternative betydninger, se Wolfgang Paul. (Se også artikler, som begynder med Wolfgang Paul)
Wolfgang Paul (født 10. august 1913, død 7. december 1993) var en tysk fysiker, der var udviklede ikke-magnetisk quadropol massefiltre, som lagde grunden til, hvad der i dag kendes som en ionfælde. Han modtog halvden af nobelprisen i fysik i 1989 sammen Hans Georg Dehmelt for dette arbejde, mens den anden halvdel af prisen gik til Norman Foster Ramsey